# 샤하다

샤하다

샤하다(아랍어: الشَهَادَة)는 이슬람교의 신앙 고백 구절로, "알라외에 다른 신은 없습니다. 무함마드는 그분의 사도입니다."라고 하는 일정 구절로 된 고백이다. 살라트·자카트·하즈·사움과 더불어 다섯 기둥을 구성한다. 간혹, 사우디아라비아, 아프가니스탄, 소말릴란드의 표어로 쓰이기도 한다.
아랍어로는 다음과 같이 쓴다. 외래어표기법 시안에 따른 독음은 고전 발음이다.
| “ | لَا إِلٰهَ إِلَّا الله مُحَمَّدٌ رَسُولُ الله                                                    | ” |
|   | — lā ʾilāha ʾillā llāh muḥammadun rasūlu llāh, 라 일라하 일랄라 무함마둔 라술룰라 |   |

## 샤하다를 배경으로 하는 국기들

사우디아라비아
소말릴란드
아프가니스탄

## 관련 이야깃거리
2007년 8월, 미군은 아프가니스탄에서 민사작전의 일환으로 세계 여러 나라의 국기가 그려진 축구공을 헬리콥터에서 투하했는데, 사우디아라비아의 국기가 그려진 축구공이 샤하다를 발로 차라는 의미로 받아들여져 신성 모독으로 비난을 받았다.

## 같이 보기
- 아잔
- 알라후 아크바르